# Olivia Culpo

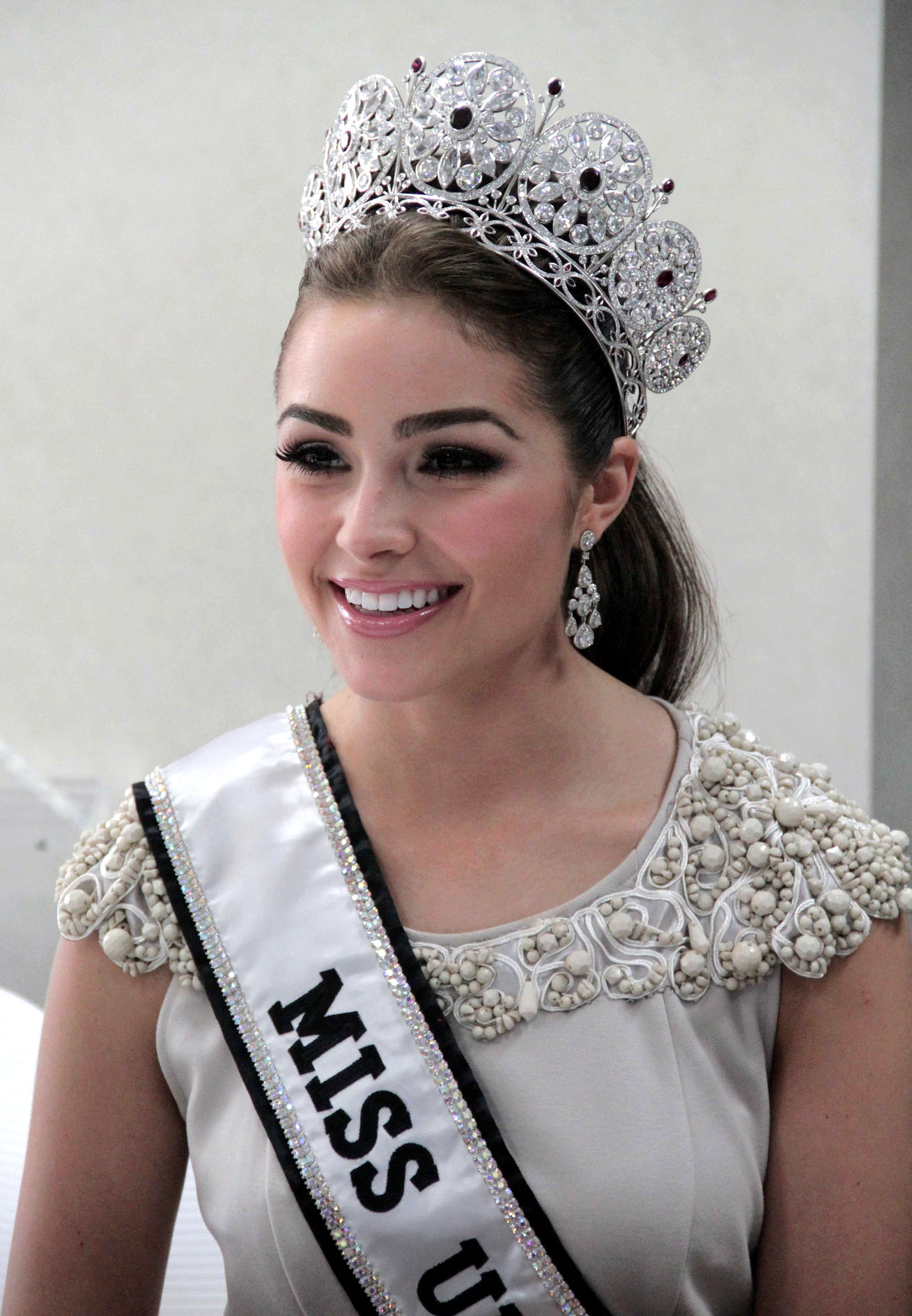
Olivia Culpo como Miss Universo

Olivia Frances Culpo (Cranston, Rhode Island, 8 de mayo de 1992) es una modelo estadounidense, ganadora del Miss Universo 2012, Miss USA 2012 y Miss Rhode Island USA 2012. Ha sido la primera Miss Rhode Island en obtener el título de Miss Estados Unidos. El 19 de diciembre de 2012 obtuvo el título de Miss Universo 2012.

## Biografía
Olivia Culpo es hija de los chef profesionales Peter y Susan Culpo. Su padre es de origen italiano y su madre, de origen irlandés e italiano. Culpo se graduó de la Academia St. Mary Bay View en el 2010 con las calificaciones más altas y como miembro de la Sociedad Nacional de Honor. En la escuela secundaria, participó en dos viajes de idiomas extranjeros a Milán, Italia. Sus padres comenzaron su carrera profesional como músicos. Ella soñaba con estudiar violoncelo en el segundo grado. Ella participó en la Filarmónica de Rhode Island Youth Orchestra, Filarmónica de RI Chamber Ensemble, Orquesta de Bay View, Rhode Island All-State Orchestra y Orquesta Sinfónica Juvenil de Boston, en todas tocando el violonchelo.
Tiene 4 hermanos: Gus, Peter, Aurora y Sophia Culpo.

## Vida personal
Mantuvo relaciones sentimentales con Nick Jonas y Danny Amendola. El 22 de junio de 2019, inició una relación amorosa con Christian McCaffrey.  El 2 de abril de 2023, se comprometieron en Utah. El 1 de julio de ese año, celebraron una fiesta de compromiso en Rhode Island. Se casaron el 29 de junio de 2024, en Watch Hill (Rhode Island). El 10 de marzo de 2025, anunció que estaba embarazada   y el 13 de julio, dio a luz a Colette Annalise. 

## Miss Rhode Island USA
Olivia Culpo participó en el concurso estatal Miss Rhode Island USA 2012, su primer concurso de belleza, y fue coronada como la nueva reina de ese estado el 8 de septiembre de 2011.

## Miss USA 2012
Como ganadora del Miss Rhode Island USA, Culpo representó a su estado en el concurso Miss Estados Unidos, llevado a cabo en el Planet Hollywood Resort & Casino, en Las Vegas, Nevada, el 3 de junio de 2012. En esa competencia, Culpo logró avanzar en los tres cortes (top 16, top 10 y top 5) y en la pregunta final, donde respondió sobre la participación de mujeres transexuales, venció a las otras cuatro concursantes de los estados de Georgia, Nevada, Ohio y Maryland quienes obtuvieron los lugares 5.º, 4.º, 3.º y 2.º, respectivamente. 

## Miss Universo 2012
En la ciudad de Las Vegas, Nevada, el 19 de diciembre de 2012, Culpo representó a los Estados Unidos en el certamen Miss Universo 2012, ganando dicha competencia, convirtiéndose en la 8.ª representante estadounidense en obtener el título. Culpo sucede a la reina saliente, la angoleña Leila Lopes, después de vencer a las otras cuatro concursantes, representantes de Brasil, Australia, Venezuela y Filipinas quienes terminaron en los puestos 5.º, 4.º, 3.º y 2.º, respectivamente.
Entre los países que Olivia Culpo visitó durante su reinado figuran Azerbaiyán, Indonesia, Rusia, Ecuador, India, Inglaterra, Bahamas y Marruecos.